# Цигріанткарі
Цигріанткарі (груз. ციგრიანთკარი) — село в Грузії.
За даними перепису населення 2014 року в селі проживає 10 осіб.